# 크라즈
크라즈(KrAZ)는 우크라이나의 트럭 제조 기업이다. 1946년에 설립되었으며, 본사는 우크라이나 크레멘추크에 있다.